# Tammarwallaby
De tammarwallaby (Notamacropus eugenii) is een wallaby uit het geslacht Notamacropus. De wetenschappelijke naam van de soort werd voor het eerst geldig gepubliceerd door Anselme Gaëtan Desmarest in 1817. Deze soort leeft in het zuiden van Australië.

## Uiterlijk
De tammarwallaby heeft een lichaamslengte van 52 tot 68 cm en een staart van 33 tot 45 cm lang. Het gewicht bedraagt 4 tot 9 kg. Mannelijke dieren zijn over het algemeen groter dan vrouwelijke tammarwallaby's. De vacht is grijsbruin van kleur, de grijsgeelgekleurde buik uitgezonderd. De poten zijn roodbruin. De tammarwallaby heeft een relatief kleine kop, grote oren en een lange staart. Net als bij de meeste andere kangoeroes zijn de voorpoten kort en de achterpoten lang en sterk.

## Leefwijze
De tammarwallaby is een graseter die in groepen van maximaal vijftig soortgenoten leeft. Deze groepen omvatten wallaby's van beide geslachten en uiteenlopende leeftijden. Deze soort is overwegend actief tijdens de schemering en de nacht. De tammarwallaby heeft slechts weinig water nodig om te overleven en kan in nood zelfs zeewater drinken.

## Leefgebied
De tammarwallaby leeft in de open eucalyptusbossen en scrublands van zuidelijk Australië. Het verspreidingsgebied van deze soort loopt van de zuidwestpunt van West-Australië tot in Zuid-Australië. Ook op enkele eilanden voor de kust, waaronder Kangaroo-eiland, komt de tammarwallaby voor.
Er worden drie ondersoorten van de tammarwallaby onderscheiden: N. e. eugenii, N. e. derbianus en N. e. decres. N. e. eugenii leefde op het vasteland van Zuid-Australië en de naburige eilandjes Saint Peterseiland, Flinderseiland en Thistle-eiland, maar deze ondersoort is door habitatverlies, jacht door vroege pioniers en predatie door verwilderde katten en vossen tijdens de twintigste eeuw in het wild uitgestorven in Australië. Een kleine populatie leeft nog wel op Kawau-eiland in Nieuw-Zeeland, waar deze ondersoort rond 1870 was geïntroduceerd. N. e. derbianus of Derby-wallaby leeft in West-Australië en de naburige eilandjes Houtman Abrolhoseilanden, Gardeneiland en de Twin Peakeilanden. De populaties van deze ondersoort gelden als stabiel. N. e. decres of Dama-wallaby leeft op Kangaroo Island en is daar een algemeen voorkomend dier.

## Ontdekking
De tammarwallaby was de eerste kangoeroesoort die door Westerse ontdekkingsreizigers werd gezien. Op 15 november 1629 zag de Nederlander François Pelsaert, kapitein van de Batavia, deze soort op de Houtman Abrolhoseilanden (vernoemd naar een andere Nederlandse kapitein, Cornelis de Houtman). Pelseart beschreef de tammarwallaby's als "springende katten".